# Woodruffovo pero

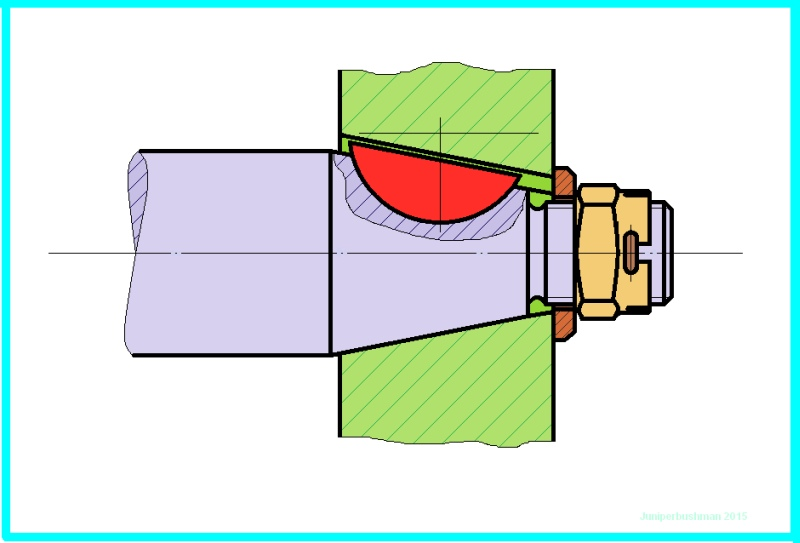
Použití Woodruffova pera u kuželového čepu.

Woodruffovo pero (neboli úsečové pero) je strojní součástka která se používá, podobně jako pero, k realizaci spojení hřídele s nábojem.
Spojení je tvarové a slouží k přenosu kroutícího momentu mezi nábojem a hřídelem (např. mezi hřídelem a ozubeným kolem).

Tento typ pera byl vyvinut W.N Woodruffem z Connecticutu, který byl v roce 1888 Franklinovým institutem oceněn medailí Johna Scotta za vynalézavost.

## Montáž
Woodruffovo pero je kovová, nejčastěji ocelová, strojní součástka, která má tvar kruhové úseče. Vkládá se do hřídele, ve kterém je pro tento účel vyfrézována drážka o tvaru kruhové úseče, rozměrově odpovídající příslušnému Woodruffovu peru. K frézování se používají speciální stopkové frézy. 
Příslušný náboj je opatřen průchozí drážkou odpovídajícího tvaru a je v axiálním směru nasunut na hřídel s perem. Pero lícuje svými boky s boky drážky v náboji i v hřídeli volně. Pero tedy přenáší svým tvarem kroutící moment z hřídele na náboj (v případě, že hřídel je hnacím elementem a náboj hnaným) nebo naopak z náboje na hřídel (náboj je hnací element a hřídel hnaný). V axiálním směru musí být náboj na hřídeli zajištěn, a to obvykle maticí s pojistnou podložkou nebo závlačkou.

## Použití
Woodruffovo pero se používá zejména na letmých kuželových čepech přenášejících nižší kroutící momenty při vyšších otáčkách. Na kuželových čepech nejsou pera tak namáhána, protože kroutící moment je přenášen třením v kuželové ploše. Pero není vhodné pro střídavé nebo rázové namáhání, protože je uloženo volně. Z téhož důvodu je vhodné, aby čep byl pevnější (tvrdší) než pero.

## Dimenzování
Velikost pera se určuje následovně:
- rozměry (průřez) pera se určí z normy dle průměru hřídele.

## Normy
ČSN 30 1385

DIN 6888

## Výhody / nevýhody a alternativy
- Výhody spojení Woodruffovým perem:
  - nízké náklady
  - jednoduchá montáž / demontáž – snadná výměna
  - možnost použití pro spojení kónické hřídele s nábojem s kónickým otvorem

- Nevýhody spojení Woodruffovým perem:
  - vliv vrubu na hřídeli
  - hřídel je vlivem relativně hluboké drážky pro pero zeslabena
  - nutné dodatečné axiální zajištění náboje
  - nevhodné pro změny směru zatížení
  - nevhodné pro přenos rázů
  - relativně nízký přenášený kroutící moment
  - dynamická nevyváženost sestavy (dá se korigovat použitím více per symetricky umístěných po obvodu hřídele

- Alternativy:
  - Pero
  - nalisování náboje na hřídel s přesahem
  - drážkování
    - evolventní
    - rovnoboké
    - jemné

  - použití klínu
  - hřídele s tvarovým (nekruhovým) průřezem čepu (pravoúhlé, trojúhelníkové, polygonální,…)
  - různé druhy svěrných spojení
  - příčný kolík

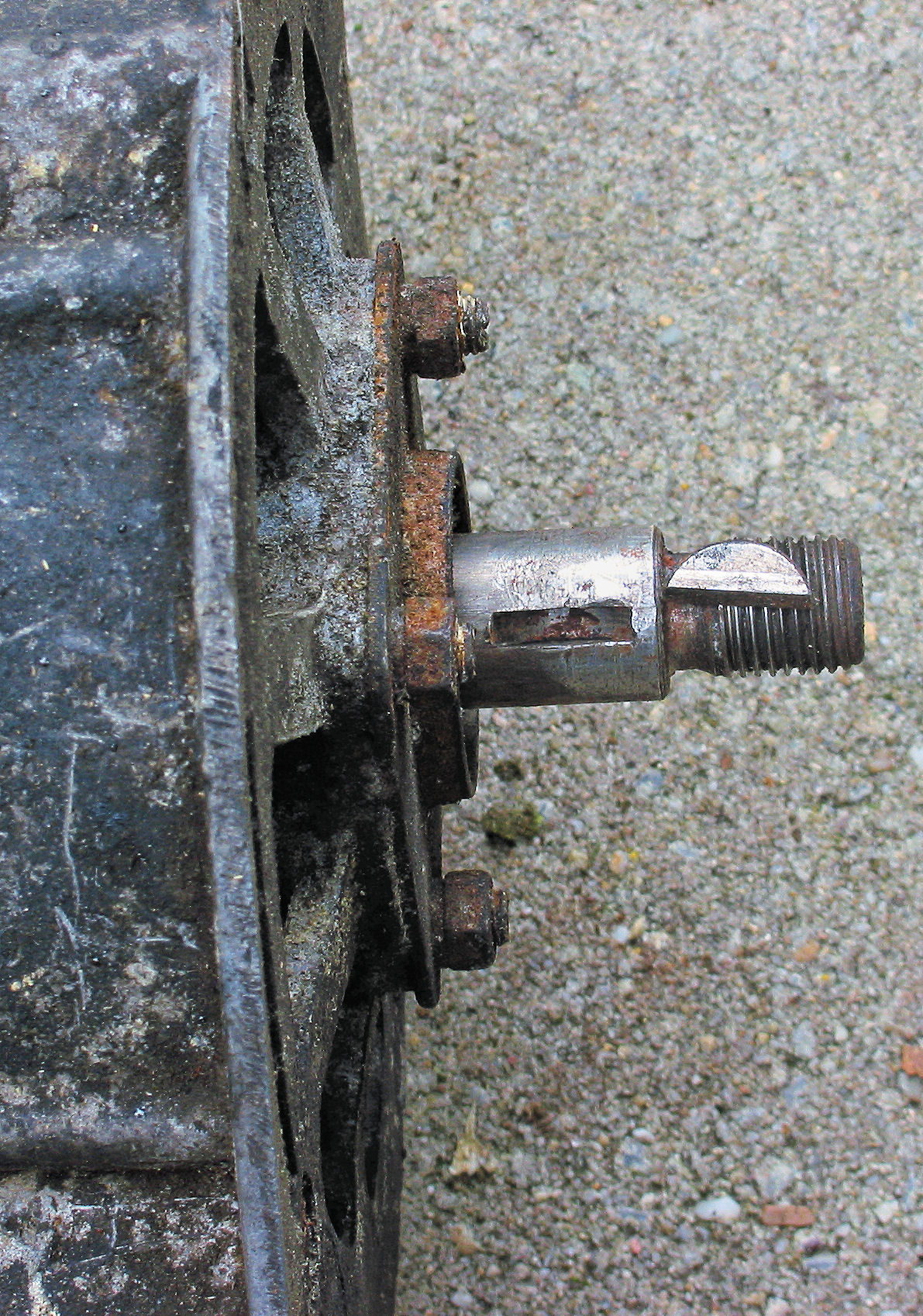
Hřídel s vyjmutým Woodruffovým perem.
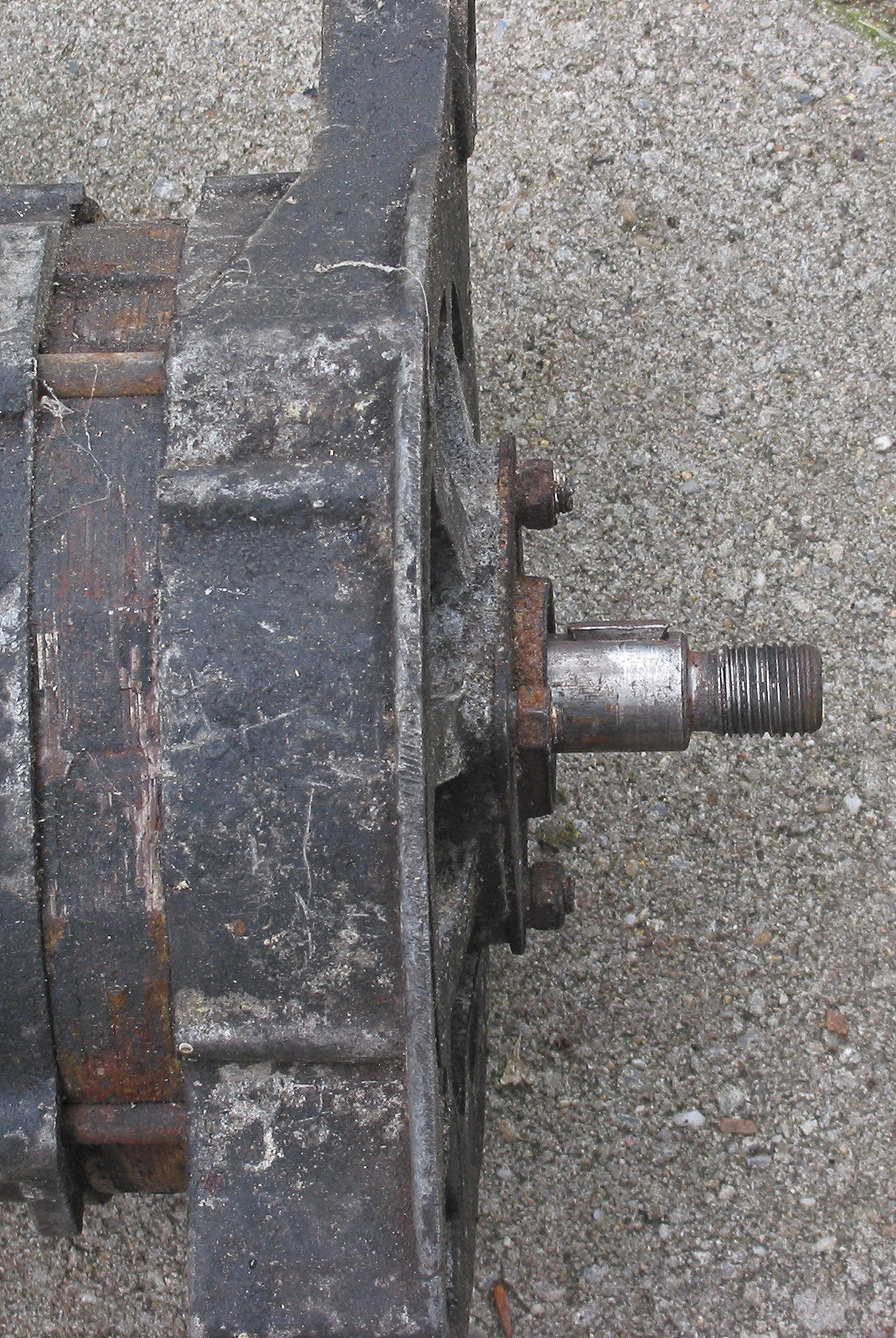
Hřídel se zasazeným Woodruffovým perem.
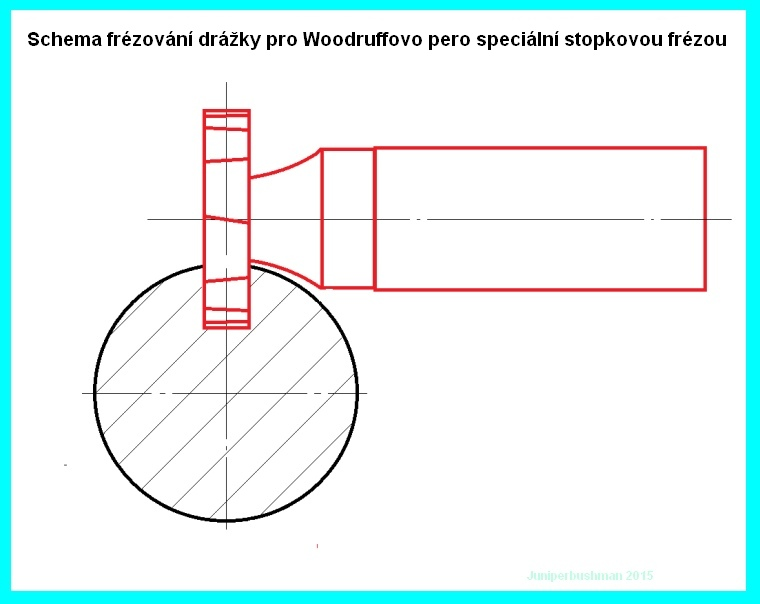
Frézování drážky pro Woodruffovo pero